# Stade Taïeb Mhiri
Het Stade Taïeb Mhiri (Arabisch: ملعب الطيب المهيري) is een multifunctioneel stadion in Sfax, Tunesië. In het stadion kunnen 18.000 toeschouwers. Het wordt vooral gebruikt voor voetbalwedstrijden. De voetbalclub Club Sportif Sfaxien speelt in dit stadion zijn thuiswedstrijden. 

## Afrika Cup
Dit stadion is twee keer gebruikt voor de Afrika Cup. In 1965 werd dit stadion gebruikt voor een wedstrijd op Afrika Cup van 1965 In 2004 werden er meerdere wedstrijden gespeeld, waaronder een kwartfinale.
| 1 | 14 november 1965 | Ivoorkust – Congo-Kinshasa | 3 – 0 | Groep B     |  |  |  |
|   |                  |                            |       |             |  |  |  |
| 2 | 25 januari 2004  | Zimbabwe – Egypte          | 1 – 2 | Groep C     |  |  |  |
| 3 | 27 januari 2004  | Zuid-Afrika – Benin        | 2 – 0 | Groep D     |  |  |  |
| 4 | 29 januari 2004  | Kameroen – Zimbabwe        | 5 – 3 | Groep C     |  |  |  |
| 5 | 31 januari 2004  | Marokko – Benin            | 4 – 0 | Groep D     |  |  |  |
| 6 | 4 februari 2004  | Nigeria – Benin            | 2 – 1 | Groep D     |  |  |  |
| 7 | 8 februari 2004  | Marokko – Algerije         | 3 – 1 | Kwartfinale |  |  |  |